# Dolichopoda dalensi
Dolichopoda dalensi är en insektsart som beskrevs av Boudou-saltet 1972. Dolichopoda dalensi ingår i släktet Dolichopoda och familjen grottvårtbitare. IUCN kategoriserar arten globalt som sårbar. Inga underarter finns listade i Catalogue of Life.